# Rio Galaţi (Olt)
O Rio Galaţi é um rio da Romênia, afluente do Olt, localizado no distrito de Braşov.